# Klaas van Nek
Klaas van Nek (né le 1er mars 1899 à Amsterdam et mort le 1er janvier 1986 à Utrecht) est un coureur cycliste néerlandais. 
il a été champion des Pays-Bas sur route en 1916 et 1926. Actif sur piste, il a été champion des Pays-Bas de vitesse en 1924 et a remporté les Six Jours de Bruxelles en 1926 avec Piet van Kempen.

## Biographie
- 1916
  -  Champion des Pays-Bas sur route
- 1920
  - 3e du championnat des Pays-Bas de vitesse
- 1922
  - 3e des Six Jours de Berlin
- 1923
  - 3e du championnat des Pays-Bas de vitesse
- 1924
  -  Champion des Pays-Bas de vitesse
- 1925
  - 3e du championnat des Pays-Bas de vitesse
- 1926
  -  Champion des Pays-Bas sur route
  - Six Jours de Bruxelles (avec Piet van Kempen)
  - 3e du championnat des Pays-Bas de vitesse
- 1927
  - 2e des Six Jours de Chicago
  - 2e du Prix Dupré-Lapize
- 1928
  - 2e du championnat des Pays-Bas de vitesse
  - 3e des Six Jours de New York
  - 3e des Six Jours de Chicago
- 1930
  - 3e du championnat des Pays-Bas de vitesse